# 61 (število)
61 (ênainšéstdeset) je naravno število, za katero velja velja 61 = 60 + 1 = 62 - 1.

## V matematiki
- {\displaystyle 61=5^{2}+6^{2}\,\!}.
- peto središčno šestkotniško število {\displaystyle 61=T_{4}\cdot 5+1;\quad (T_{4}=12)}.
- šesto središčno kvadratno število.
- šetrto središčno devetkotniško število.
- osmo pitagorejsko praštevilo {\displaystyle 61=4\cdot 15+1\!\,}.
- 61 deli produkt dveh zaporednih praštevil in 1: 61 | (67 * 71 + 1)
- drugo praštevilo, ki ni Čenovo praštevilo.
- Keithovo število.

## V znanosti
- vrstno število 61 ima prometij (Pm).

## Drugo

### Leta
- 461 pr. n. št., 361 pr. n. št., 261 pr. n. št., 161 pr. n. št., 61 pr. n. št.
- 61, 161, 261, 361, 461, 561, 661, 761, 861, 961, 1061, 1161, 1261, 1361, 1461, 1561, 1661, 1761, 1861, 1961, 2061, 2161